# 安城郵便局
安城郵便局
- （あんじょうゆうびんきょく） - 愛知県安城市にある郵便局。本記事で記述する。
- （やすぎゆうびんきょく） - 島根県浜田市にある郵便局。局番号は53183。

安城簡易郵便局（あんじょうかんいゆうびんきょく）
- 鹿児島県西之表市にある簡易郵便局。局番号は78867。

安城郵便局（あんじょうゆうびんきょく）は愛知県安城市にある郵便局。民営化前の分類では集配普通郵便局であった。

## 概要

### 住所
- 〒446-8799 愛知県安城市桜町16-3

### 併設施設
- ゆうちょ銀行安城店（名古屋支店安城出張所）：取扱店番号210760

## 沿革
- 1876年（明治9年）5月 - 桜井郵便局（五等）として開設[1]。
- 1885年（明治18年）10月1日 - 貯金取扱を開始[1]。
- 1891年（明治24年）8月1日 - 安城郵便局に改称[1]。
- 1892年（明治25年）2月1日 - 為替取扱を開始[1]。
- 1945年（昭和20年）3月1日 - 特定郵便局から普通郵便局に局種別改定[2]。
- 1956年（昭和31年）9月21日 - 電話通話および和文電報受付事務の取扱を開始[3]。
- 1962年（昭和37年）3月 - 局舎新築落成。
- 1978年（昭和53年）2月20日 - 安城市御幸本町から同市桜町に移転[4]。
- 1998年（平成10年）9月1日 - 外国通貨の両替および旅行小切手の売買に関する業務取扱を開始。
- 2007年（平成19年）10月1日 - 民営化に伴い、併設された郵便事業安城支店、ゆうちょ銀行安城店に一部業務を移管。
- 2012年（平成24年）10月1日 - 日本郵便株式会社発足に伴い、郵便事業安城支店を安城郵便局に統合。

## 取扱内容

### 安城郵便局
- 郵便、印紙、ゆうパック、内容証明
- 生命保険、バイク自賠責保険、自動車保険、がん保険、引受条件緩和型医療保険
- 「446-00xx」区域（安城市の一部）の集配業務
- ゆうゆう窓口

### ゆうちょ銀行安城店
- 貯金、貸付、為替、振替、振込、国際送金、外貨両替、国債、投資信託、変額年金保険
- ATM

## 周辺
- 安城市役所
- 安城公園
- 安城市文化センター
- 安城学園高等学校
- JAあいち中央本店

## 交通アクセス
- JR東海道本線 安城駅（南口）から徒歩で約9分。
- 名鉄西尾線 北安城駅もしくは南安城駅からそれぞれ徒歩で約20分。
- 名鉄バス・あんくるバス 御幸本町バス停下車。
- 衣浦豊田道路 新林ICから南東へ約5km。
- 駐車場あり：23台分確保。